# Oligofructose
Oligofructose (Fructooligosaccharid, FOS) ist ein Mehrfachzucker aus der Gruppe der Fructane. Sie weist zwischen 30 und 50 % der Süßkraft von Saccharose auf und wird daher auch als Zuckeraustauschstoff verwendet.

## Eigenschaften
Oligofructose ist aus drei bis zehn 1,2-β-glycosidisch verbundenen Fructose-Einheiten aufgebaut (ähnlich Inulin, dessen Kette aus rund 35 Einheiten besteht). Sie wird in einer patentierten Form unter dem Namen Raftiline oder Raftilose vermarktet. Enthalten Lebensmittel außer Oligofructose keine anderen Zucker (Mono- oder Disaccharide), so dürfen diese als „zuckerfrei“ ausgelobt werden. Enthalten sie noch Mono- oder Disaccharide, so können sie nur dann als „ohne Zuckerzusatz“ deklariert werden, wenn diese ein natürlicher Bestandteil der Zutaten (z. B. enthaltener Früchte) sind.
Oligofructose kann mangels passender Transportproteine nicht im Darm resorbiert werden und aufgrund der Art ihrer glykosidischen Bindungen (β2→1 und β1→2) können Verdauungsenzyme Oligofructose nicht direkt abbauen, weshalb sie zu den Ballaststoffen gezählt wird. Teilweise wird sie von Dickdarmbakterien verdaut, weshalb sie weniger verwertbare Energie als Fructose enthält. Der Brennwert beträgt, je nach Quelle, 200 – 230 Kilokalorien pro hundert Gramm Oligofructose. Menschen, denen diese Bakterien fehlen (z. B. wenn diese von Saccharose-verdauenden Bakterien verdrängt wurden), oder die eine Fructoseintoleranz haben, können Oligofructose auch nicht indirekt verdauen. Sie ist auch von Natur aus in vielen (nicht hochverarbeiteten) Früchten enthalten, wird aber auch künstlich als Präbiotikum zum Beispiel Joghurt zugesetzt, um die Schädigung der Darmflora durch die enthaltene Saccharose zur reduzieren. Im Marketing wird dies als Stimulierung der wünschenswerten Dickdarmbakterien für eine gesunde Darmflora bezeichnet. Ernährungsphysiologisch ähnelt es Inulin.